# Gunnar Hedborg
Gunnar Svante Hadar Hedborg, född 16 december 1945 i Uppsala, är en svensk museiman och näringslivschef.
Hedborg, som är son till Rolf Hedborg och Märta Runeus, avlade byggnadsingenjörsexamen i Örebro 1967 och blev filosofie kandidat vid Uppsala universitet 1975. Han var antikvarie vid Länsmuseet Gävleborg 1972–1979, länsantikvarie i Norrbottens län 1979–1987, museichef vid Ájtte, Svenskt fjäll- och samemuseum i Jokkmokk 1987–1990 och näringslivschef i Arvidsjaurs kommun från 1990. När Carl Bild 1994 bildade regeringens IT-kommission ombads han att vara medlem och blev sedmera kommissionens chef. 1995 utsågs han till årets IT-entreprenör. 2000 utsåg regeringen honom till länsråd i Norrbottens Län. När han avsåg att pensionera sig 2005 ombads han att vara samordningsansvarig för flyttningen av staden Kiruna och samhället Malmberget. Detta beroende på LKAB:s expansion av järnmalmsbrytningen. Han har bland annat utgivit Hus i trä (1975) och Stad i trä (1982).